# 세인트아이브스 (케임브리지셔주)

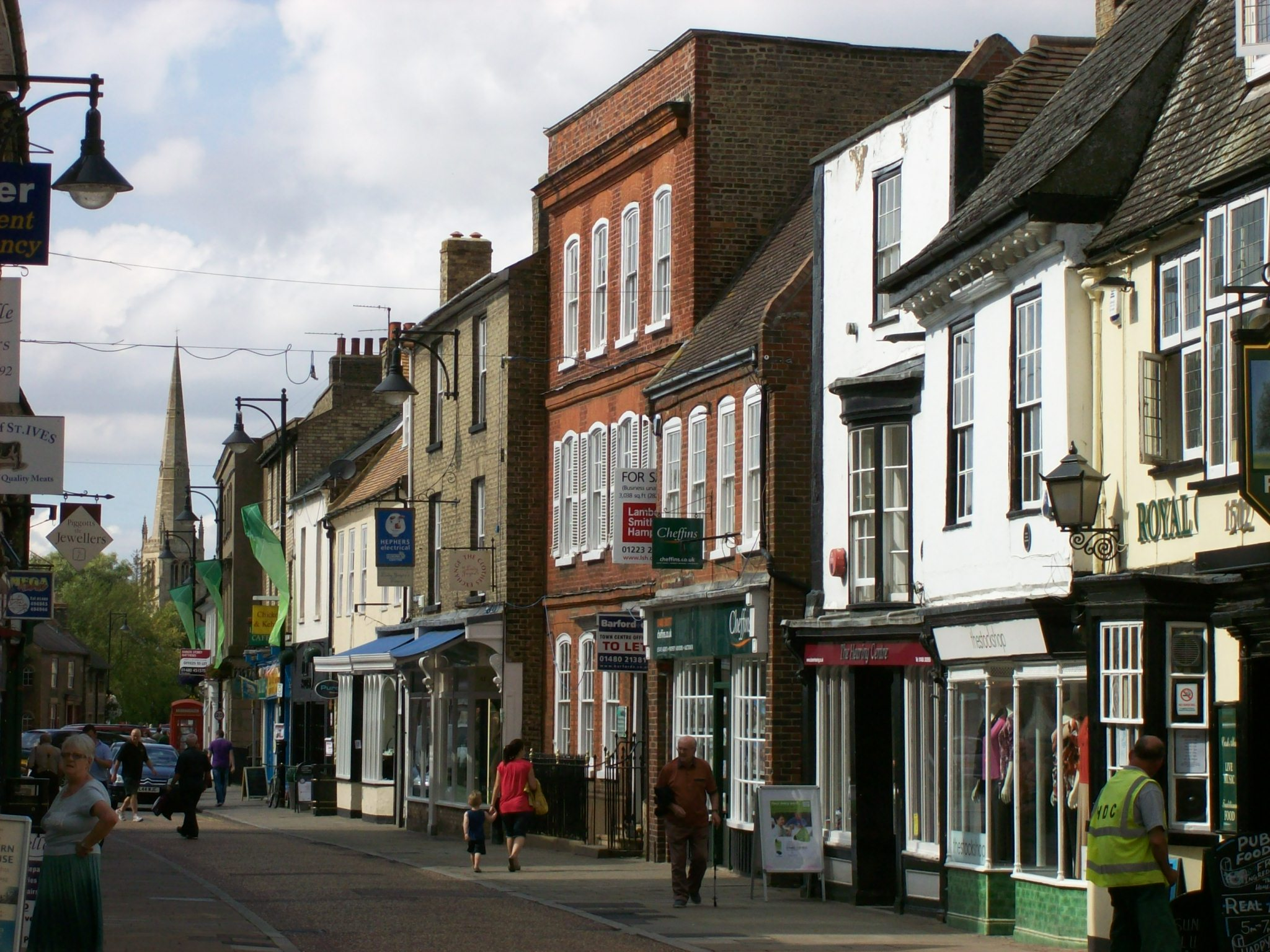
세인트아이브스의 크라운 스트리트

세인트아이브스(영어: St Ives)는 잉글랜드 케임브리지셔주의 도시이다.